# Kruševice
Kruševice (en serbe cyrillique : Крушевице) est un village du sud-ouest du Monténégro, dans la municipalité de Herceg Novi.

## Démographie

### Évolution historique de la population
| 1948 | 1953 | 1961 | 1971 | 1981 | 1991 | 2003 |
| ---- | ---- | ---- | ---- | ---- | ---- | ---- |
| 661  | 672  | 746  | 612  | 487  | 317  | 178  |